# ガメラ4 真実
『駕瞑羅4 真実』（ガメラ4 しんじつ、GAMERA4-TRUTH）は、落語家の林家しん平が2003年に自主制作した映画。45分。

## 概要
しん平が独自に考えた平成ガメラ3部作の後日談である。平成ガメラ3部作に感動したしん平が直訴を重ねた結果、料金授受を行わないなどの条件で大映から承認が下りて制作が実現した。製作費は約300万円。なお、平成ガメラ3部作の監督を務めた金子修介が2021年にインタビューで明かしたところによれば、彼が後日談として考えていた当初の案も本作とほぼ同様の展開だったが、ガメラとギャオス・ハイパーたちの激闘による京都一帯の大被害を描く予算がないうえ、そんな状況のままで終わっていいのかという話にもなったため、早々に取り止めとなったという。
平成ガメラ3部作で大迫力を演じた螢雪次朗が、本作にも同役で友情出演している。しん平と螢はイベントで出会い、しん平が本作制作の話をした際に螢から出演を提案した。
特撮については比較的低額で制作できるCGを中心に制作されている。CGは自主制作映画『ゴジラ対シードラ』を制作した林一也、合成・編集は自主制作オリジナルビデオ『SFX巨人伝説ライン』のラピッドプログレスがそれぞれ担当したほか、小説家の木原浩勝もアイデア提供を行っている。怪獣の造形物はしん平が制作している。
自主制作でありながら防衛庁の協力も得ており、陸上自衛隊富士学校にて本物の自衛隊車両による撮影も行われている。通常、怪獣映画の撮影などでは空砲が用いられるが、本作では実砲が使われた。
2003年3月12日には、新宿ロフトプラスワンで上映会&トークライブが行われた。
2014年12月5日には、快楽亭ブラックがコラム『快楽亭ブラックの黒色映画図鑑』でしん平の監督作品の1つ『落語物語』を解説する際、彼の映画監督としての才能を初めて認めた作品として本作を挙げ、高く評価した。
2015年11月28日に開催されたイベント「映画秘宝Presents ガメラ生誕50周年祭」では、第1作『大怪獣ガメラ』や50周年記念特別映像『GAMERA』と共に本作品も上映された。
その後、2019年や2020年にもイベントで自主上映されている。
2022年現在はしん平についてのプレスリリースなどにおいて、「角川映画許諾作品」と紹介されている。

## あらすじ
ガメラがイリスを撃破した直後、ギャオス・ハイパーの大群が日本上空へ飛来した。自衛隊は満身創痍のガメラと共闘し、ギャオス・ハイパーの大群へ立ち向かうが、ガメラ共々苦戦を強いられる。さらには、プラズマ火球を無効化する新種・アルビノギャオスまでもが現れ、対峙したガメラは徐々に追い詰められていく。

## 登場怪獣

### ガメラ
『ガメラ3 邪神覚醒』のラストシーンでの設定を引き継いで登場する個体と、その死亡後に海底から誕生する新たな個体の、合計2体が登場する。
前者は燃え盛る京都の街を飛び立ってギャオス・ハイパーの大群に応戦し、海上での空中戦の果てに再び放ったウルティメイト・プラズマで大半を消滅させるものの、生き残りの個体とアルビノギャオスの放った超音波メスに貫かれて撃墜され、死亡する。まもなく前者の死体は海岸へ漂着し、日本政府によって秘密裏に処分されるが、やがて海底から後者が誕生する。こちらは狂暴であり、登場直後から関東の街を破壊していくうえ、それによる人的被害もまったく気にしない。そのため、自衛隊から敵と判断されて攻撃された後、そこへ現れたアルビノギャオスとの戦闘に突入する。空中戦の果てにバーナーとプラズマ火球でアルビノギャオスを消滅させると、街の破壊を再開して自衛隊を壊滅させ、東京タワーや東京都庁舎を破壊して飛び去る。半年後、沖縄で流れるラジオのニュースによれば、関東に続いて日本各地も破壊していたうえ、その果てに自爆した際には巨大なクレーターが生じ、そこからは何らかの卵の残骸が発見されたという。
- スーツアクターは八木一夫[7]。
- スーツは『3』よりさらに下半身（特に後脚部）のボリュームが増しているが、これはしん平が一度写真を見た後、記憶だけで作り上げたものである[8]。当初はラテックスを用いる予定であったが使い方が分からず、ゴジラシリーズの造型を担当した若狭新一に相談し、ウレタンの上にボンドを塗って表面処理を行うという手法がとられた[7]。甲羅はダンボール製[8]。また、2020年にしん平が自分のTwitter（現：X）で明かしたところによれば、スポンジ製の裏は布張り、歯と爪はバルサだそうである[14]。これらの素材で作られているために劣化が少なく、2015年の「ガメラ生誕50周年祭」でも登場している[3][4][15]。
- 上映イベントでは『ガメラ2 レギオン襲来』でガメラのスーツアクターを務めた大橋明やレギオンを担当した吉田瑞穂も着用しており、大橋は「こちらの方が軽くて良い」と感想を述べている[7]。

### アルビノギャオス
『3』のラストで大量発生したギャオス・ハイパーの中に現れた、体色が白い突然変異体。体色以外には、通常種と身体的に大きな違いはないが、翼全体を振動して発生させる特殊音波でガメラの火球を無効化する。性格や食性は通常種と同様であり、ガメラを殺害した後には通常種の生き残りを全滅させている。